# Över-Karpsjön
Över-Karpsjön är en sjö i Åsele kommun i Lappland och ingår i Moälvens huvudavrinningsområde. Sjön har en area på 0,0768 kvadratkilometer och ligger 428 meter över havet. Sjön avvattnas av vattendraget Moälven (Åselån).

## Delavrinningsområde
Över-Karpsjön ingår i det delavrinningsområde (708695-159297) som SMHI kallar för Utloppet av Stugusjön. Medelhöjden är 434 meter över havet och ytan är 28,93 kvadratkilometer. Det finns inga avrinningsområden uppströms utan avrinningsområdet är högsta punkten. Avrinningsområdets utflöde Moälven (Åselån) mynnar i havet. Avrinningsområdet består mestadels av skog (81 procent) och sankmarker (14 procent). Avrinningsområdet har 0,43 kvadratkilometer vattenytor vilket ger det en sjöprocent på 1,5 procent.